# Gaius Iulius Dio(…)
Gaius Iulius Dio[…] war ein antiker römischer Toreut (Metallbildner), wahrscheinlich in der zweiten Hälfte des 1. Jahrhunderts/ersten Hälfte des 2. Jahrhunderts in Kampanien tätig.
Gaius Iulius Dio[…] ist heute nur noch aufgrund zweier Signaturstempel auf Kasserollen aus Bronze bekannt. Beide wurden außerhalb des römischen Reichsgebietes gefunden und weisen mit Fundorten in Schweden und Ungarn eine weite Streuung auf. Bei den beiden Stücken handelt es sich um:
1. Bronzekasserolle, gefunden in einem Körpergrab in Simris, Schweden, heute im Historisches Museum der Universität Lund.[1]
2. Bronzekasserolle, gefunden in einem Grab in Alsódabas, Ungarn, heute im Ungarischen Nationalmuseum in Budapest.[2]

## Einzelbelege
1. ↑  Inventarnummer 1972:2; Richard Petrovszky: Studien zu römischen Bronzegefäßen mit Meisterstempeln. Leidorf, Buch am Erlbach 1993, S. 267, Nr. I.04.01.
2. ↑  Inventarnummer 68/1895,8; Richard Petrovszky: Studien zu römischen Bronzegefäßen mit Meisterstempeln. Leidorf, Buch am Erlbach 1993, S. 267, Nr. I.04.02.

| Personendaten    | Personendaten                      |
| ---------------- | ---------------------------------- |
| NAME             | Iulius Dio[…], Gaius               |
| ALTERNATIVNAMEN  | Dio[…], Gaius Iulius               |
| KURZBESCHREIBUNG | antiker römischer Toreut           |
| GEBURTSDATUM     | 1. Jahrhundert oder 2. Jahrhundert |
| STERBEDATUM      | 2. Jahrhundert                     |